# Maggie Siff
Margaret Siff dite Maggie Siff, née le 21 juin 1974 dans le Bronx à New York, est une actrice américaine essentiellement connue pour sa participation à plusieurs séries télévisées.

## Biographie
Margaret Siff étudie à Bryn Mawr (Pennsylvanie) puis à la Tisch School of the Arts à New York, avant de commencer une carrière dans le théâtre à partir de 1997.
Après une poignée de seconds rôles et petites apparitions au cinéma et à la télévision entre 2004 et 2007, elle parvient à décrocher le rôle récurrent de Rachel Menken dans la saison inaugurale de la série dramatique Mad Men. Cette exposition coïncide avec l'obtention d'un autre rôle, principal celui-ci : celui du docteur Tara Knowles dans la série thriller Sons of Anarchy. Le programme, très populaire, connait sept saisons sur la chaîne FX.
Début 2016, elle revient avec le premier rôle féminin d'une nouvelle série très attendue : le thriller psychologique Billions, portée par le tandem Damian Lewis / Paul Giamatti.

## Filmographie

### Télévision

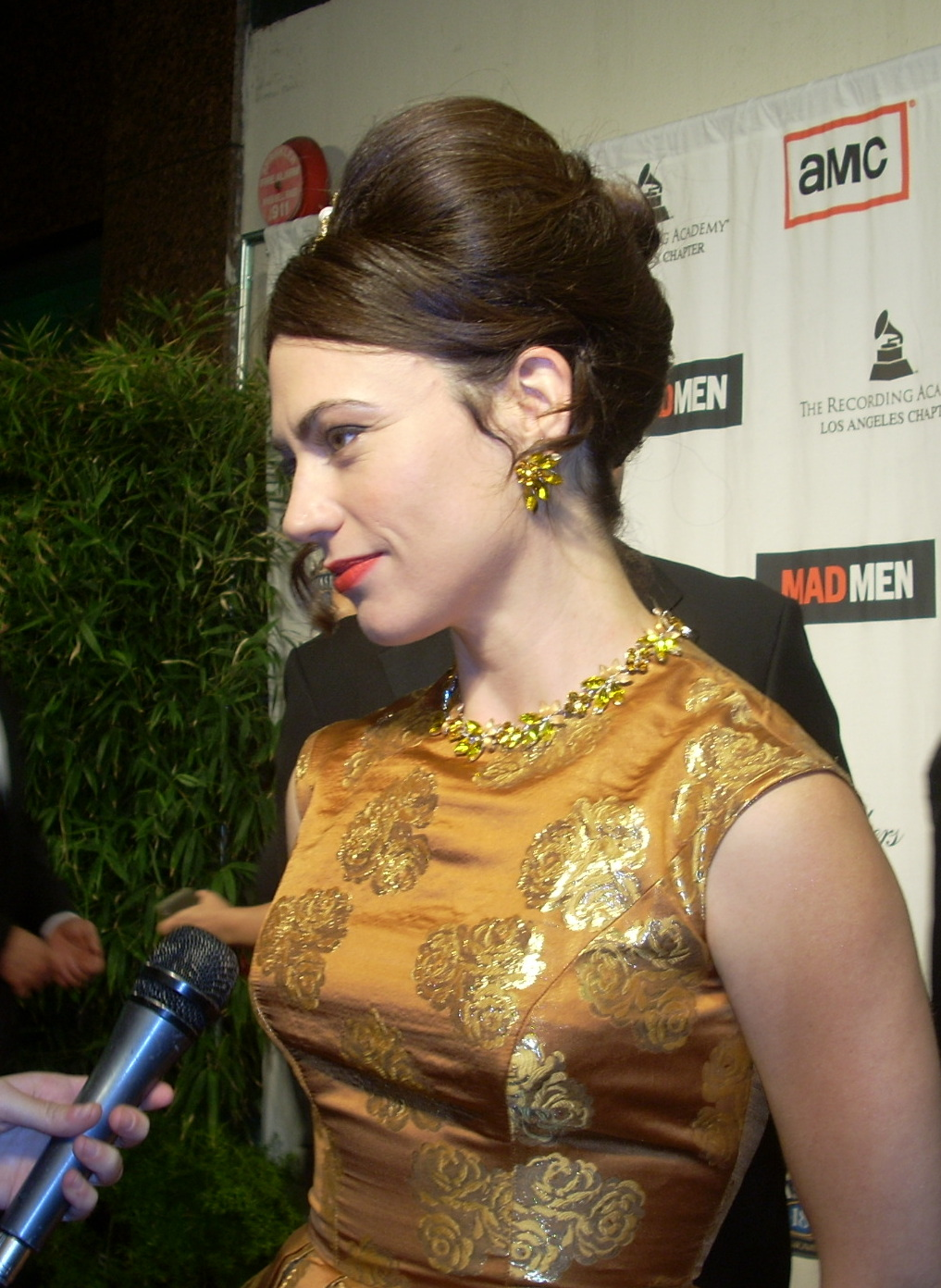
En octobre 2008, au El Rey Theater, à Los Angeles.

- 2004 : New York 911 : Cindy O'Neill, (épisode 6-04)
- 2005 : Rescue Me : Les Héros du 11 septembre: Une jeune femme, (épisode 2-04)
- 2006 : 3 lbs (épisode 1-05)
- 2006 : New York, unité spéciale : officier Emily McCooper (saison 7, épisode 16)
- 2007 : Grey's Anatomy : Ruthie, (épisode 4-04)
- 2007 : Mad Men : Rachel Menken Katz (VF : Ariane Deviègue) (saison 1, épisodes 1 à 7 et 10 à 12, saison 7, épisode 8.)
- 2007 : New York, police judiciaire : Attorney Mahaffey, (épisode 18-09)
- 2007 : Nip/Tuck : Rachel Ben Natan, (saisons 5, épisodes 8,9,13)
- 2008 : Life On Mars : Maria Belanger (épisodes 1-10 et 1-11)
- 2008 - 2013 : Sons of Anarchy : Doc Tara Knowles
- 2016 - 2023 : Billions : Wendy Rhoades
- 2025 : New York, police judiciaire : Kate Norris (saison 24, épisode 15)

### Cinéma
- 2007 : Michael Clayton de Tony Gilroy : l'avocate
- 2008 : Une histoire de famille de Helen Hunt : Lily, la petite amie
- 2009 : Funny People de Judd Apatow : Rachel
- 2009 : Push de Paul McGuigan : Teresa Stowe
- 2010 : Escroc(s) en herbe (Leaves of Grass) de Tim Blake Nelson
- 2013 : Concussion de Stacie Passon : Sam Bennet
- 2016 : La Cinquième Vague (The 5th Wave) de J Blakeson : Lisa Sullivan
- 2017 : Mae au bord de l'eau (One Percent More Humid) de Liz W. Garcia (en) : Lisette
- 2019 : The Short History of the Long Road de Ani Simon-Kennedy : Cheryl

## Voix françaises
Maggie Siff est régulièrement doublée par Ariane Deviègue depuis Mad Men. Cependant, Cathy Diraison l'a doublé à deux reprises.
- Ariane Deviègue dans (les séries télévisées) :
  - Mad Men
  - Sons of Anarchy
  - Life on Mars
  - A Gifted Man
  - Billions
- Cathy Diraison dans (les séries télévisées) :
  - Nip/Tuck
  - New York, police judiciaire
- Véronique Volta dans New York, unité spéciale (série télévisée)
- Virginie Ledieu dans Grey's Anatomy (série télévisée)

## Distinctions

### Nominations
- 2008 : Gold Derby Awards de la meilleure distribution de l'année dans une série télévisée dramatique pour Mad Men (2007-2015) partagée avec Bryan Batt, Rosemarie DeWitt, Anne Dudek, Michael Gladis, Jon Hamm, Christina Hendricks, January Jones, Vincent Kartheiser, Robert Morse, Elisabeth Moss, John Slattery, Rich Sommer et Aaron Staton.
- 14e cérémonie des Screen Actors Guild Awards 2008 : Meilleure distribution pour une série dramatique dans une série télévisée dramatique pour Mad Men (2007-2015) partagée avec Bryan Batt, Rosemarie DeWitt, Anne Dudek, Michael Gladis, Jon Hamm, Christina Hendricks, January Jones, Vincent Kartheiser, Robert Morse, Elisabeth Moss, John Slattery, Rich Sommer et Aaron Staton.
- 2e cérémonie des Critics' Choice Television Awards 2012 : Meilleure actrice dans un second rôle dans une série dramatique pour Sons of Anarchy (2008-2014).
- 4e cérémonie des Critics' Choice Television Awards 2014 : Meilleure actrice dans un second rôle dans une série dramatique pour Sons of Anarchy (2008-2014).
- 21e cérémonie des Satellite Awards 2017 : Meilleure actrice dans un second rôle dans une série télévisée dramatique pour Billions (2016-).
- 24e cérémonie des Satellite Awards 2020 : Meilleure actrice dans une série télévisée dramatique ou une série de genre pour Billions (2016-).
- 25e cérémonie des Satellite Awards 2021 : Meilleure actrice dans une série télévisée dramatique ou une série de genre pour Billions (2016-).